# Antonio Gates
Antonio Ethan Gates junior (* 18. Juni 1980 in Detroit, Michigan) ist ein ehemaliger US-amerikanischer American-Football-Spieler, der von 2003 bis 2018 für die San Diego/Los Angeles Chargers in der National Football League (NFL) als Tight End aktiv war. Von 2004 bis 2011 wurde er achtmal in Folge in den Pro Bowl gewählt. Gates wurde in das National Football League 2000s All-Decade Team aufgenommen. Mit seiner Aufnahme 2025 in die Pro Football Hall of Fame ist er der erste Spieler, der zuvor niemals Football am College gespielt hat.

## Leben
Nachdem er während des NFL Drafts 2003 nicht ausgewählt wurde, ist Gates als Free Agent verpflichtet worden. Bis 2003 war er an der Kent State University angemeldet. Zuvor besuchte er für kurze Zeit die Michigan State University und die Eastern Michigan University. An der Kent University, wo er seine Junior- und Senior-Jahre verbrachte, spielte er Basketball für die Kent State Golden Flashes, mit der er im Jahr 2002 das Regionalfinale der Elite Eight in der NCAA Division I Basketball Championship erreichte.
Als Spieler für die Chargers wurde er achtmal für den Pro Bowl gewählt und fünfmal durch die Associated Press, die Pro Football Writers Association und die Sporting News in das All-Pro-Team gewählt. Vereinsintern hat Gates den meisten Raumgewinn, die meisten Pässe und die meisten Touchdowns für die San Diego Chargers gefangen.

## Karriere

### College
Ursprünglich schrieb sich Gates an der Michigan State University ein, um unter dem damaligen Trainer Nick Saban American Football und unter Tom Izzo Basketball zu spielen. Allerdings riet Saban ihm, lediglich American Football zu spielen. Gates entschied sich jedoch nach einem Universitätswechsel, für die Basketballmannschaft der Eastern Michigan University aufzulaufen. Nach einem erneuten Wechsel, dieses Mal zu der Kent State University in Ohio, spielte er als Power Forward für die Basketballmannschaft Kent State Golden Flashes. Mit der Mannschaft erreichte er im Jahr 2002 das Regionalfinale der Elite Eight in der NCAA Division I Basketball Championship, das aber gegen die Indiana Hoosiers verloren wurde.
Bereits in seinem ersten Jahr erzielte er überragende Werte: 16 Punkte, 8,1 Rebounds und 2,7 Assists pro Spiel. Diese Werte konnte Gates in seinem Senior-Jahr noch weiter steigern, sodass das Team erstmals in seiner Geschichte die reguläre Saison der Mid-American Conference mit einem Punktestand von 24:5 gewinnen und die Elite Eight erreichen konnte. Er beendete seine College-Karriere nach zwei Jahren mit einer Bilanz von 54:16 gewonnenen Spielen. Am 27. Februar 2010 gab die Kent State University bekannt, dass die Nummer 44, die Gates trug, nicht mehr vergeben werde. Damit ist Gates erst der vierte Spieler der Golden Flash, der diese Ehre erhielt.

### NFL

#### San Diego/Los Angeles Chargers
Nachdem Scouts der National Basketball Association (NBA) Gates als Tweenie bezeichneten und deswegen seine Spielposition nicht einordnen konnten, bot er Scouts der National Football League (NFL) ein Probetraining an. Obwohl Gates in seiner Zeit an der Universität kein einziges Footballspiel absolviert hatte, gaben gleich 19 Klubs bekannt, Gates für ein Probetraining einladen zu wollen. Als ersten Klub wählte Gates die San Diego Chargers aus. Die Chargers sahen sein Potenzial und nahmen ihn im Jahr 2003 als Free Agent unter Vertrag.
Im November 2003 konnte Gates sich einen Stammplatz in der Mannschaft erkämpfen. Allerdings beendeten die Chargers mit 4:12 die Regular Season als Gruppenletzter. Diese Saison ist zudem die schlechteste der Vereinsgeschichte. Gates spielte allerdings eine solide Saison als Rookie mit 24 gefangenen Pässen und 389 erlaufenen Yards sowie mit zwei Touchdowns, was Experten dazu veranlasste, seinen Durchbruch für die Saison 2004 zu prognostizieren. Bereits in seiner zweiten Saison avancierte Gates als Lieblingsanspielziel vom damaligen Quarterback Drew Brees mit 81 Receptions für 981 Yards und 13 Touchdowns. Am 26. Dezember 2004 brach er bei der Overtime-Niederlage gegen die Indianapolis Colts den Rekord für die meisten Touchdowns durch einen Tight End innerhalb einer Saison. Er wurde für den Pro Bowl nominiert, wo er einen Touchdownpass von Peyton Manning fing und so zum 38:27-Sieg des AFC-Teams beitrug.
Im August 2005 wurde sein Vertrag mit den San Diego Chargers um sechs Jahre verlängert. Obwohl er wegen eines „Holdouts“ für das Saison-Eröffnungsspiel gegen die Dallas Cowboys gesperrt wurde, spielte er erneut eine überragende Saison mit 89 gefangenen Pässen für über 1.100 Yards und zehn Touchdowns. Trotzdem verpassten die Chargers den Einzug in die Play-offs um einen einzigen Sieg. Nachdem Drew Brees den Verein in Richtung New Orleans Saints verlassen hatte, wurde ein Einbruch der Leistung von Gates befürchtet. Der neue Quarterback wurde Philip Rivers. Der Start in die Saison lief in der Tat an Gates vorbei, jedoch fing er sich und konnte erneut 924 Yards und neun Touchdowns erfangen. Die Saison verlief für San Diego sehr erfolgreich, der Verein blieb in jedem Heimspiel der Regular Season ungeschlagen, sodass sich der Verein Chancen um den Einzug in den Super Bowl ausrechnen durfte. Jedoch verloren sie das Spiel gegen die New England Patriots. Gates wurde abermals für den Pro Bowl nominiert. Es war die dritte Nominierung für dieses Event in seinem dritten NFL-Jahr. Auch wurde er zum dritten Mal von der Presse in das All-Pro-Team gewählt. Auch im Jahr 2007 erreichte er mit den Chargers die Play-offs. Allerdings war er aufgrund einer Verletzung an seinem rechten Fuß kurz vor Beginn der Post-Season nicht einsatzfähig, ebenso wie Philip Rivers und LaDainian Tomlinson. Auch in der kommenden Saison wurde Gates von Verletzungen geplagt und schloss deshalb eine erneute Operation am Fuß nicht aus. In der Saison 2008 fing er 60 Pässe für 700 Yards und acht Touchdowns. Allerdings konnte er aufgrund seiner Verletzungsprobleme nicht an seinem fünften Pro Bowl teilnehmen, obwohl er nominiert wurde.

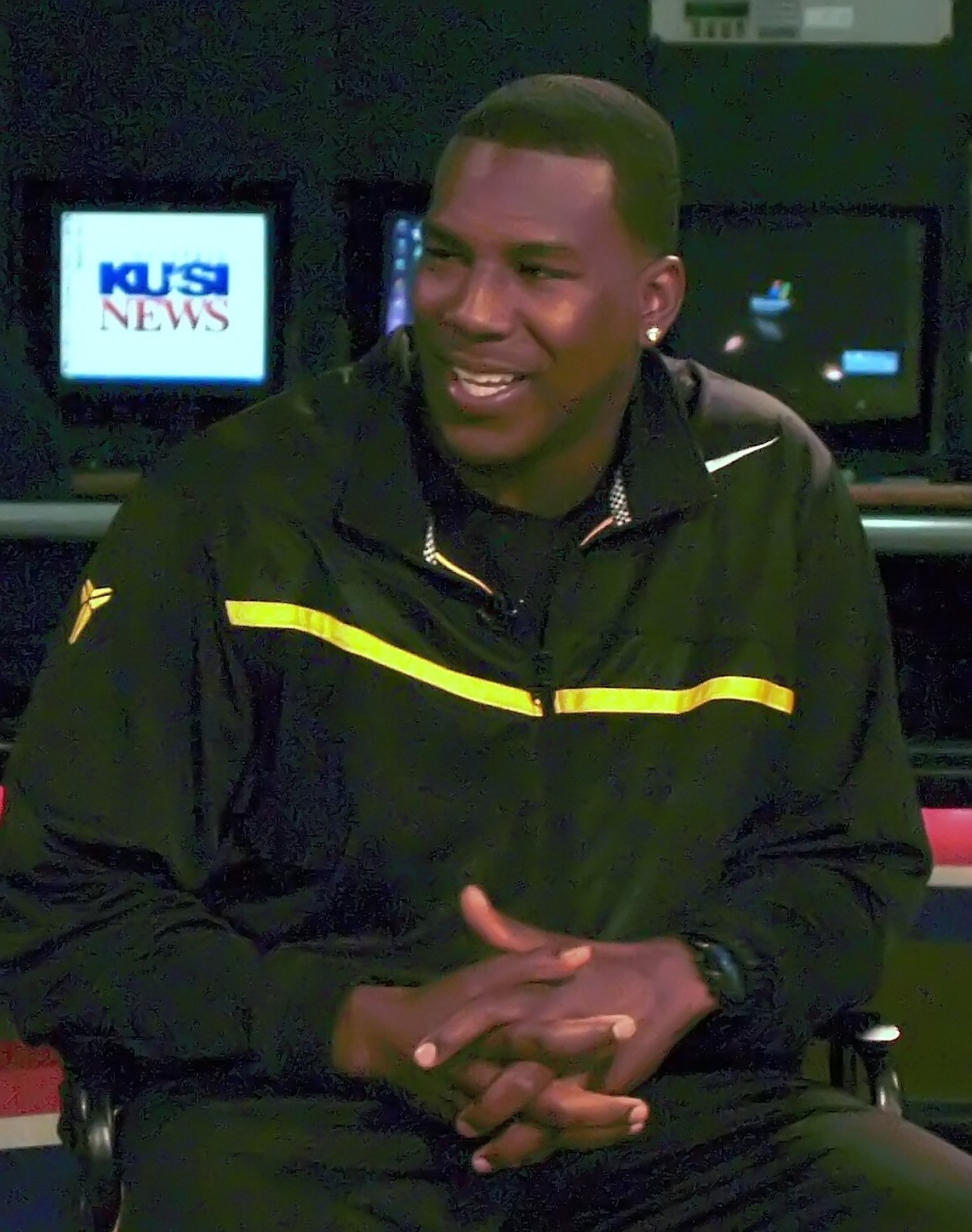
Antonio Gates (2008)

Zur Saison 2009 zeigte sich Gates nach überwundener Verletzung erneut in starker Verfassung. Er fing 79 Pässe für über 1.150 Yards Raumgewinn und acht Touchdowns. Damit war er maßgeblich an der besten Regular Season mit 13 gewonnenen Spielen der Chargers beteiligt. Die Saison 2010 begann für Gates mit der Unterschrift eines neuen Fünfjahresvertrages, welcher ihm 20 Millionen US-Dollar Gehalt zusicherte. In den ersten Spielen der Saison fing er 40 Pässe und erzielte neun Touchdowns. Allerdings sorgten erneute Verletzungen dafür, dass die zweite Hälfte der Saison ohne große Beteiligung von Gates beendet wurde. Er wurde erneut für den Pro Bowl nominiert, seit 2003 war er jährlich für dieses Event nominiert worden, allerdings sagte er aufgrund seiner Verletzungen einen Auftritt ab.
Trotz anhaltender Fußprobleme spielte er zur Saison 2011 die ersten Spiele, wobei er vor dem dritten Spiel mehrere Spiele verletzungsbedingt aussetzen musste. Nach der spielfreien Woche, der Bye-Week, kehrte Gates zur Mannschaft zurück und fing 64 Pässe und sieben Touchdowns. Damit wurde Gates vereinsinterner Rekordhalter für die meisten gefangenen Pässe mit insgesamt 587 gefangenen Pässen. Auch in dieser Saison wurde Gates für den Pro Bowl nominiert. In der Saison 2012 wurde Gates der erst fünfte Tight End der NFL-Geschichte, welcher 600 Pässe fing. Erstmals seit 2009 spielte Gates in der Saison 2013 alle 16 Spiele der Regular Season, in welchen er insgesamt 77 Pässe fing, dabei aber lediglich vier Touchdowns erzielte, der niedrigste Wert seit seinem ersten Jahr für die San Diego Chargers. Zur Saison 2014 schaffte es Gates, Lance Alworth als führenden Passfänger mit dem meisten Raumgewinn abzulösen. Dies gelang ihm in der siebten Spielwoche gegen die Denver Broncos. Am letzten Spieltag der Regular Season gegen die Kansas City Chiefs schaffte Gates als vierter Tight End der NFL-Geschichte, 10.000 Yards Raumgewinn durch das Fangen von Pässen zu erreichen.
Am 2. Juli 2015 wurde bekannt, dass Gates aufgrund einer Verletzung der NFL-Regularien für vier Spiele gesperrt werden würde.
Nachdem er in der Saison 2019 nicht mehr im Kader der Chargers stand, erklärte Gates am 15. Januar 2020 seinen Rücktritt.
Im Oktober 2023 präsentierte Gates in einer NFL-Mottofolge der zehnten Staffel der US-amerikanischen Version von The Masked Singer einen Hinweis zur Identität der Kandidatin Gazelle (Janel Parrish).

## Weitere Rekorde
Der 7-Yard-Passfang am 17. September 2017 gegen die Miami Dolphins bedeutete den 112. Touchdown seiner Karriere. Damit löste er den alten Rekordhalter für die meisten Touchdowns für Tight Ends, Tony Gonzalez, ab. Mit seinen bis zur Saison 2018 erzielten 116 Touchdowns liegt er unter allen Spielern auf Rang 14 der ewigen Bestenliste (Stand Januar 2025).